# Семёновка (Демидовский район)
Семёновка — деревня в Демидовском районе Смоленской области России. Входит в состав Титовщинского сельского поселения. Население — 1 житель (2007 год). 
Расположена в северо-западной части области в 3 км к юго-востоку от Демидова, в 6 км восточнее автодороги Р133 Смоленск — Невель. В 43 км южнее деревни расположена железнодорожная станция Поселковая на линии Смоленск — Витебск. 

## История
В годы Великой Отечественной войны деревня была оккупирована гитлеровскими войсками в июле 1941 года, освобождена в сентябре 1943 года.